# かがみふみを
かがみ ふみを（1971年〈昭和46年〉4月13日 - ）は、日本の元・漫画家、元・同人作家。佐賀県出身。
デビューから成人向け漫画を中心に活動していた同人作家時代のペンネームは「加賀美 ふみを」。

## 経歴
少年時代は少女漫画ファンであった。大学卒業後、学習塾講師を経て1995年（平成7年）にデビュー。当初はプロになるつもりはなく、同人サークルで知り合った文通相手の主宰する同人誌に成人向け漫画を執筆したのをきっかけに、平和出版の編集者から声をかけられデビューに至った。
デビュー後は長らく平和出版刊の『まんがSHOWGAKKO』で執筆した後に一般4コマ漫画誌にも進出してきたという経歴を持つ作家であるが、『まんがSHOWGAKKO』自体が元々は『まんが笑がっこう』というお色気系4コマ漫画誌として創刊した後に成人向け漫画誌に路線変更した雑誌であった歴史を持つ、といった奇妙な縁がある。4コマ漫画進出後は萌え系4コマ作家として『まんがライフMOMO』（竹書房刊）での連載を受け持つが、芳文社では温かみのある雰囲気の作風を買われてファミリー向け4コマ誌の『まんがタイム』で連載を受け持っていた。
既婚で一児の父。2016年（平成28年）現在、夫人の転勤によりアメリカ、ニュージャージー州に在住。

## 作風
ハートウォーミングな作風で知られる。
「成人向け・一般向け漫画ともに大きな違いはなく、線が細く可愛らしい絵であり、一見、成人向け漫画らしくない個性的な絵」を描いている。成人向け作品の方向性は主にロリ系で、10代前半から半ばの少女が主人公の作品がほとんどを占めている。しかしごく初期の作品を除いて、恋人同士や幼馴染同士のほのぼのとした恋愛関係から発展した「幸せなセックス」を描いており、一部の作品にはごくソフトなものではあるがSM的な描写があるがレイプ物やいわゆる「鬼畜系」の作品はほとんどない。
優しく暖かい世界観、細やかな恋愛感情の描写が大きな特徴であり、いわゆる「癒し系」の作風で成人向け漫画の中ではかなり個性的であった。また、必ずコンドームをしっかりと描き込むというこだわりを見せていた。細やかな恋愛感情の心理描写はキスシーンすら無い完全なプラトニック恋愛作品「ちまちま」で十二分に活かされている。なお、成人向け作品の単行本は出版元の平和出版が倒産してしまったため、2008年（平成20年）春に「おんなのこ ふたたび」として宙出版より再発された「おんなのこ」以外すべて絶版となっている。一般向け漫画用のひらがなの「かがみふみを」名義を使い始めたのは「ほんわかちづる先生」からだが、「おんなのこ ふたたび」がかがみ名義で再発され、成年誌連載で性的描写もある「日々是・・・」も同様にかがみ名義であることから、現在はペンネームを使い分けず事実上「かがみふみを」に統一されている状態である。

## 主な作品
- 「song」シリーズ（成人向け・加賀美 ふみを名義）
  - 10代前半[3]の少女・「ユカ」と、20代の男性「ケンちゃん」の幸せなカップルぶりを描いたオムニバス作品。単行本『おんなのこ』『かわいいね』『だいすき』『DREAM FITTER』の4冊に分割されて収録されていた。
- 「りんごの唄」（同上）
  - 初期の連載作品。明るくほのぼのとした加賀美作品とは一線を画し、暗くシリアスなストーリーの作品。しかし作者の話作りの上手さが活きている。絵柄も若干現在とは違うタッチで描かれている。
- 「The Hard Core」（同上）
  - 無口な少女・美矢と、その彼氏・優三のカップルが主人公。美矢の身体のある重大な秘密を巡ってストーリーが進む。SFコメディ的展開、三角関係など新機軸を織り込んだ作品となっている。
- 「ほんわかちづる先生」（一般向け・かがみ ふみを名義）
  - 極端に幼く可愛らしいルックスといつでもどこでも寝ることの出来る特技を持った学習塾講師・ちづる先生を主人公とした4コマギャグ作品。作者の個性である「ほのぼの」の要素を最大限まで膨らませたような作風である。学習塾が舞台となる基本設定は作者の塾講師時代の経験がアイデアになっており、山本先生のモデルは作者自身という説もある。『まんがライフMOMO』（竹書房）にて連載し、2007年4月号をもって完結した。
- 「ちまちま」（同上）
  - 小柄な少女・千村真由と、長身の少年・黒川のプラトニックな恋愛を描いている。繊細な心理描写が大きなポイントとなった作品。青年誌『コミックハイ!』の中でも異質な作品として高い評価を得た。
- 「まちまち」（同上）
  - ストーリー上の繋がりはないが事実上、制服のデザインから、同じ高校を舞台としている『ちまちま』のパート2的な作品。『ちまちま』とは逆に背の低い少年と背の高い少女のプラトニックなラブストーリー。ただし、物語後半にはキスシーンが何度かあり、セックスしようとする描写もあるため、完全なプラトニック作品ではない。
- 「えんまちゃん」（同上）
  - とある田舎町を舞台に、地獄からやってきた閻魔大王の娘であるえんまちゃんの小学校生活や、同級生とのほのぼのとした交流を描いている。
- 「アシスタント!!」（同上）
  - 女子大生（ただし、かなり幼く見える体型）・宮川有希が、漫画家・小倉真帆のアシスタントとして奮闘する、4コマギャグ作品。『まんがタイム』（芳文社）にて連載。
- 「きみといると」（同上）
  - 『コミックハイ!』にて連載。
- 「ローリンすっしー」（おぐら まほ名義）
  - 上述の「アシスタント!」に登場する作中作。おすしの国からやってきた回転寿司の精、すっしーの話。『まんがタイムオリジナル』に短期集中連載。なお、作中作としての「ローリンすっしー」自体は4コマ漫画ではなく、『まんがタイムオリジナル』に掲載されたのはその“特別編4コマ”という位置づけである。
- 「ダンボールレディー」（おぐら まほ名義）
  - 上述の「アシスタント!」に登場する作中作。人見知りゆえに段ボール箱を被って世のために活動する女子小学生の話。『まんがタイム』掲載。
- 「日々是…」（成人向け・かがみ ふみを名義　単行本は成人指定なし）
  - 『ヤングコミック』（少年画報社）にて連載。他の作品に比べると、ヒロインがグラマラスな体型である。
- 「ほのかのほ」（一般向け・かがみ ふみを名義）
  - 4コマ漫画。『まんがタイム』にて連載。
- 「好いとっと!?」（同上）
  - 『ファミ通コミッククリア』（エンターブレイン）にて配信。
- 「1DK」（同上）
  - 『COMICすもも』（双葉社）にて連載。
- 「うぶうぶふうふ」（同上）
  - 『コミックハイ!』にて連載。
- 「つうがくろ」（同上）
  - 『コミックハイ!』にて連載。休刊後は『月刊アクション』に移籍。

## 単行本
以下成人向け
- girl friend songs（1997年、平和出版刊。ISBN 493838406X 絶版）
- おんなのこ（2001年、同上。ISBN 493838468X 出版社倒産により絶版）
- かわいいね（2002年、同上。ISBN 4860560027 同上）
- だいすき（2002年、同上。ISBN 4860560205 同上）
- りんごの唄（2003年、同上。ISBN 4860560361 同上。雑誌連載は1998年。『DREAM FITTER』第一話と他読み切り1本収録）
- DREAM FITTER（2004年、同上。ISBN 486056085X 同上。第一話は『りんごの唄』より加筆され再録）
- The Hard Core（2004年、同上。ISBN 4860561279 同上）
- おんなのこ ふたたび（2008年、宙出版刊。ISBN 9784776794783 『おんなのこ』に単行本未収録作品等を加え、復刊したもの。かがみふみを名義）

以下一般向け
- ほんわかちづる先生（竹書房刊。全2巻）
  1. 2005年、ISBN 4812462185
  2. 2007年、ISBN 4812465796
- ちまちま（2006年、双葉社刊。単巻。ISBN 457583226X）
- えんまちゃん（2007年、同上。単巻。ISBN 4575940933）
- まちまち （同上。全2巻）
  1. 2007年 ISBN 9784575834277
  2. 2008年 ISBN 9784575834826
- きみといると（同上。全4巻）
  1. 2009年 ISBN 9784575836202
  2. 2009年 ISBN 9784575836943
  3. 2010年 ISBN 9784575837551
  4. 2011年 ISBN 9784575838701
- 1DK（2013年、同上。単巻。ISBN 9784575841985）
- うぶうぶふうふ（2014年、同上。単巻。ISBN 9784575843675）
- つうがくろ（2015年、同上。既刊1巻。ISBN 9784575845921）
- アシスタント!!（芳文社刊。全2巻）
  1. 2008年 ISBN 9784832266643
  2. 2010年 ISBN 9784832268470
- 日々是…（2010年、少年画報社刊。単巻。ISBN 9784785933258）
- 好いとっと!?（エンターブレイン刊。全2巻）
  1. 2011年 ISBN 9784047273245
  2. 2012年 ISBN 9784047276932